# Valódi karcsúmolyok
A valódi karcsúmolyok (Phycitini) a valódi lepkék közül a fényiloncafélék (Pyralidae) családjában a karcsúmolyok (Phycitinae) alcsaládjának egyik nemzetsége több mint másfélszáz nemmel.

## Származásuk, elterjedésük
A fajok többsége trópusi, de Európából is 103 nem fajai ismertek

## Magyarországi fajaik
Salebriopsis (Hannemann, 1965)
- fűzfonó karcsúmoly (Salebriopsis albicilla Herrich-Schäffer, 1849) — Magyarországon sokfelé előfordul (Horváth, 1997; Fazekas, 2001; Pastorális, 2011);

Trachonitis nem (Zeller, 1848)
- bokorrágó karcsúmoly (Trachonitis cristella Denis & Schiffermüller, 1775) — Magyarországon közönséges (Fazekas, 2001; Buschmann, 2004; Pastorális, 2011; Pastorális & Szeőke, 2011);

Elegia (Ragonot, 1887)
- füstös karcsúmoly (Elegia fallax, E. atrifasciella (Staudinger, 1881) — Magyarországon szórványos (Fazekas, 2001; Pastorális, 2011);
- tölgyjáró karcsúmoly (Elegia similella Zincken, 1818) — Magyarországon közönséges (Fazekas, 2001; Buschmann, 2004; Pastorális, 2011; Pastorális & Szeőke, 2011);

Ortholepis (Ragonot, 1887)
- nyírfa-karcsúmoly (Ortholepis betulae Goeze, 1778) — Magyarországon sokfelé előfordul (Fazekas, 2001; Pastorális, 2011; Pastorális & Szeőke, 2011);

Matilella (Leraut, 2001)
- barnásfekete karcsúmoly (Matilella fusca Haworth, 1811) — Magyarországon sokfelé előfordul (Pastorális, 2011);

Moitrelia (Leraut, 2001)
- mentaszövő karcsúmoly (Moitrelia obductella Zeller, 1839) — Magyarországon többfelé előfordul (Pastorális, 2011);

Pempeliella (Caradja, 1916)
- díszes karcsúmoly (Pempeliella ornatella Denis & Schiffermüller, 1775) — Magyarországon közönséges (Fazekas, 2001; Buschmann, 2004; Pastorális, 2011; Pastorális & Szeőke, 2011);
- zsákszövő karcsúmoly (Pempeliella sororiella Zeller, 1839) — Magyarországon szórványos (Pastorális, 2011);
- kakukkfű-karcsúmoly (Pempeliella dilutella, P. subornatella Denis & Schiffermüller, 1775) — Magyarországon közönséges (Fazekas, 2001; Buschmann, 2004; Pastorális, 2011; Pastorális & Szeőke, 2011);

Catastia (Hb., 1825
- fekete karcsúmoly (Catastia marginea Denis & Schiffermüller, 1775) — Magyarországon többfelé előfordul (Fazekas, 2001; Pastorális, 2011);

Khorassania (Amsel, 1951)
- ürömlevél-karcsúmoly (Khorassania compositella Treitschke, 1835) — Magyarországon közönséges (Fazekas, 2001; Buschmann, 2004; Pastorális, 2011; Pastorális & Szeőke, 2011);

Insalebria (Filipjev, 1924)
- dalmát karcsúmoly (Insalebria serraticornella, I. gregella, Serrulacera serraticornella Zeller, 1839) — Magyarországon többfelé előfordul (Fazekas, 2001; Buschmann, 2004; Pastorális, 2011);

Sciota (Hulst, 1888)
- hideglápi karcsúmoly (Sciota fumella Eversmann, 1844) — Magyarországon közönséges (Fazekas, 2001; Buschmann, 2004; Pastorális, 2011; Pastorális & Szeőke, 2011);
- alföldi karcsúmoly (Sciota rhenella Zincken, 1818) — Magyarországon közönséges (Fazekas, 2001; Buschmann, 2004; Pastorális, 2011; Pastorális & Szeőke, 2011);
- lápi karcsúmoly (Sciota hostilis Stephens, 1834) — Magyarországon sokfelé előfordul (Pastorális, 2011);
- csíkos karcsúmoly (Sciota adelphella Fischer von Röslerstamm, 1836) — Magyarországon sokfelé előfordul (Fazekas, 2001; Buschmann, 2004; Pastorális, 2011; Pastorális & Szeőke, 2011);

Selagia (Hb., 1825)
- ezüstös karcsúmoly (Selagia argyrella Denis & Schiffermüller, 1775) — Magyarországon közönséges (Fazekas, 2001; Buschmann, 2004; Pastorális, 2011; Pastorális & Szeőke, 2011);
- kékfényű karcsúmoly (Selagia spadicella Hb., 1796) — Magyarországon közönséges (Buschmann, 2004; Pastorális, 2011; Pastorális & Szeőke, 2011);

Pima (Hulst, 1888)
- ezüstszegélyű karcsúmoly (Pima boisduvaliella Guenée, 1845) — Magyarországon szórványos (Pastorális, 2011);

Etiella (Zeller, 1839)
- akácmoly (Etiella zinckenella Treitschke, 1832) — Magyarországon közönséges (Fazekas, 2001; Buschmann, 2004; Mészáros, 2005; Pastorális, 2011; Pastorális & Szeőke, 2011);

Oncocera (Stephens, 1829
- lucernamoly (Oncocera semirubella Scopoli, 1763) — Magyarországon közönséges (Fazekas, 2001; Buschmann, 2004; Mészáros, 2005; Pastorális, 2011; Pastorális & Szeőke, 2011);

Laodamia (Ragonot, 1888)
- keresztsávos karcsúmoly (Laodamia faecella, Oncocera faecella Zeller, 1839) — Magyarországon közönséges (Fazekas, 2001; Buschmann, 2004; Pastorális, 2011; Pastorális & Szeőke, 2011);

Alophia (Ragonot, 1893
- pisztáciamoly (Alophia combustella Herrich-Schäffer, 1855) — Magyarországon szórványos (Pastorális, 2011);

Pempelia (Hb., 1825)
- csüdfű-karcsúmoly (Pempelia albariella Zeller, 1839) — Magyarországon szórványos (Pastorális, 2011);
- hamvas karcsúmoly (Pempelia palumbella Denis & Schiffermüller, 1775) — Magyarországon közönséges (Fazekas, 2001; Pastorális, 2011; Pastorális & Szeőke, 2011);

Psorosa (Zeller, 1846)
- sárgacsíkos karcsúmoly (Psorosa dahliella Treitschke, 1832) — Magyarországon sokfelé előfordul (Fazekas, 2001; Buschmann, 2004; Pastorális, 2011; Pastorális & Szeőke, 2011);

Dioryctria (Zeller, 1846)
- fenyőrágó karcsúmoly (Dioryctria abietella Denis & Schiffermüller, 1775) — Magyarországon közönséges (Fazekas, 2001; Buschmann, 2004; Mészáros, 2005; Pastorális, 2011; Pastorális & Szeőke, 2011);
- fenyőszövő karcsúmoly (Dioryctria simplicella, D. mutatella Heinemann, 1863) — Magyarországon többfelé előfordul (Horváth, 1997; Fazekas, 2001; Buschmann, 2004; Pastorális, 2011; Pastorális & Szeőke, 2011);
- lucfenyő-karcsúmoly (Dioryctria schuetzeella Fuchs, 1899) — Magyarországon szórványos (Pastorális, 2011);
- tobozrágó karcsúmoly (Dioryctria sylvestrella Ratzeburg, 1840) — Magyarországon közönséges (Fazekas, 2001; Buschmann, 2004; Mészáros, 2005; Pastorális, 2011; Pastorális & Szeőke, 2011);

Phycita (Curtis, 1828)
- vonalkás karcsúmoly (Phycita metzneri Zeller, 1846) — Magyarországon szórványos (Pastorális, 2011; Pastorális & Szeőke, 2011);
- görög karcsúmoly (Phycita meliella Mann, 1864) — Magyarországon sokfelé előfordul (Pastorális, 2011; Pastorális & Szeőke, 2011);
- tölgyszövő karcsúmoly (Phycita roborella, Ph. spissicella Denis & Schiffermüller, 1775) — Magyarországon közönséges (Fazekas, 2001; Buschmann, 2004; Pastorális, 2011; Pastorális & Szeőke, 2011);

Hypochalcia (Hb., 1825)
- sárgafoltos karcsúmoly (Hypochalcia dignella Hb., 1796) — Magyarországon sokfelé előfordul (Pastorális, 2011);
- barna karcsúmoly (Hypochalcia decorella Hb., 1810) — Magyarországon sokfelé előfordul (Pastorális, 2011; Pastorális & Szeőke, 2011);
- vörhenyes karcsúmoly (Hypochalcia lignella Hb., 1796) — Magyarországon szórványos (Pastorális, 2011);
- óriás karcsúmoly (Hypochalcia ahenella, H. rubiginella Denis & Schiffermüller, 1775) — Magyarországon közönséges (Fazekas, 2001; Buschmann, 2004; Pastorális, 2011; Pastorális & Szeőke, 2011);
- okkerbarna karcsúmoly (Hypochalcia propinquella, H. affiniella Guenée, 1845) — Magyarországon szórványos (Pastorális, 2011);
  - Hypochalcia propinquella ssp. bruandella (Guenée, 1845) — Magyarországon szórványos (Pastorális, 2011);

Epischnia (Hb., 1825)
- imolarágó karcsúmoly (Epischnia prodromella Hb., 1796) — Magyarországon közönséges (Fazekas, 2001; Buschmann, 2004; Pastorális, 2011; Pastorális & Szeőke, 2011);

Nephopterix (Hb., 1825)
- kecskerágó-karcsúmoly (Nephopterix angustella Hb., 1796) — Magyarországon közönséges (Horváth, 1997; Buschmann, 2004; Pastorális, 2011; Pastorális & Szeőke, 2011);

Acrobasis (Zeller, 1839)
- bordás karcsúmoly (Acrobasis tumidana, Conobathra tumidana Denis & Schiffermüller, 1775) — Magyarországon közönséges (Fazekas, 2001; Buschmann, 2004; Pastorális, 2011; Pastorális & Szeőke, 2011);
- tarkamintás karcsúmoly (Acrobasis repandana, A. tumidella, Conobathra repandana Fabricius, 1798) — Magyarországon közönséges (Horváth, 1997; Buschmann, 2004; Pastorális, 2011; Pastorális & Szeőke, 2011);
- gerleszínű karcsúmoly (Acrobasis advenella, Trachycera advenella Zincken, 1818) — Magyarországon közönséges (Fazekas, 2001; Buschmann, 2004; Pastorális, 2011; Pastorális & Szeőke, 2011);
- karszterdei karcsúmoly (Acrobasis suavella, Trachycera suavella Zincken, 1818) — Magyarországon közönséges (Fazekas, 2001; Buschmann, 2004; Pastorális, 2011; Pastorális & Szeőke, 2011);
- bengerágó karcsúmoly (Acrobasis legatea, A. legatella, A. nec, Trachycera legatea Haworth, 1811) — Magyarországon sokfelé előfordul (Fazekas, 2001; Buschmann, 2004; Pastorális, 2011; Pastorális & Szeőke, 2011);
- kökényszövő karcsúmoly (Acrobasis dulcella, Trachycera dulcella Zeller, 1848) — Magyarországon közönséges (Fazekas, 2001; Buschmann, 2004; Pastorális, 2011);
- márványos karcsúmoly (Acrobasis marmorea, Trachycera marmorea Haworth, 1811) — Magyarországon közönséges (Fazekas, 2001; Buschmann, 2004; Pastorális, 2011; Pastorális & Szeőke, 2011);
- tölgyfonó karcsúmoly (Acrobasis sodalella Zeller, 1848) — Magyarországon közönséges (Fazekas, 2001; Buschmann, 2004; Pastorális, 2011; Pastorális & Szeőke, 2011);
- szalagos karcsúmoly (Acrobasis consociella Hb., 1813) — Magyarországon közönséges (Horváth, 1997; Fazekas, 2001; Buschmann, 2004; Pastorális, 2011; Pastorális & Szeőke, 2011);
- hamvasfoltú karcsúmoly (Acrobasis glaucella, A. fallouella Staudinger, 1859) — Magyarországon közönséges (Fazekas, 2001; Buschmann, 2004; Pastorális, 2011; Pastorális & Szeőke, 2011);
- körtelevélfonó karcsúmoly (Acrobasis obtusella Hb., 1796) — Magyarországon közönséges (Fazekas, 2001; Buschmann, 2004; Pastorális, 2011; Pastorális & Szeőke, 2011);

Apomyelois (Heinrich, 1956)
- Apomyelois bistriatella (Hulst, 1887)
  - nyírfalakó karcsúmoly (Apomyelois bistriatella ssp. neophanes Durrant, 1915) — Magyarországon többfelé előfordul (Pastorális, 2011; Pastorális & Szeőke, 2011);
- indiai aszalványmoly (Apomyelois ceratoniae Zeller, 1839) — Magyarországon szórványos (Pastorális, 2011);

Glyptoteles (Zeller, 1848)
- turjáni karcsúmoly (Glyptoteles leucacrinella Zeller, 1848) — Magyarországon közönséges (Fazekas, 2001; Buschmann, 2004; Pastorális, 2011; Pastorális & Szeőke, 2011);

Episcythrastis Meyrick, 1937)
- tavaszi karcsúmoly (Episcythrastis tetricella, Myelopsis tetricella Denis & Schiffermüller, 1775) — Magyarországon közönséges (Fazekas, 2001; Buschmann, 2004; Pastorális, 2011; Pastorális & Szeőke, 2011);

Eurhodope (Hb., 1825 — Eurrhodope, Eurhopode)
- rózsaszínű karcsúmoly (Eurhodope rosella Scopoli, 1763) — Magyarországon közönséges (Horváth, 1997; Fazekas, 2001; Buschmann, 2004; Pastorális, 2011; Pastorális & Szeőke, 2011);
- zörgő szárnyú karcsúmoly (Eurhodope cirrigerella Zincken, 1818) — Magyarországon szórványos (Pastorális, 2011);

Myelois (Hb., 1825)
- pettyes karcsúmoly (Myelois circumvoluta, M. cribrella Fourcroy, 1785) — Magyarországon sokfelé előfordul (Fazekas, 2001; Buschmann, 2004; Pastorális, 2011; Pastorális & Szeőke, 2011);

Pterothrixidia (Amsel, 1954)
- vörös karcsúmoly (Pterothrixidia rufella, P. impurella Duponchel, 1836) — Magyarországon sokfelé előfordul (Pastorális, 2011; Pastorális & Szeőke, 2011);

Asalebria (Amsel, 1953)
- cifra karcsúmoly (Asalebria geminella Eversmann, 1844) — Magyarországon szórványos (Pastorális, 2011);

Isauria (Ragonot, 1887)
- sziki karcsúmoly (Isauria dilucidella, I. illignella Duponchel, 1836) — Magyarországon közönséges (Fazekas, 2001; Buschmann, 2004; Pastorális, 2011; Pastorális & Szeőke, 2011);

Eucarphia (Hb., 1825)
- pontusi karcsúmoly (Eucarphia vinetella Fabricius, 1787) — Magyarországon szórványos (Pastorális, 2011);

Hyporatasa (Rebel, 1901)
- vaksziki karcsúmoly (Hyporatasa allotriella Herrich-Schäffer, 1855) — Magyarországon szórványos (Pastorális, 2011);

Gymnancyla (Zeller, 1848)
- homoki karcsúmoly (Gymnancyla canella Denis & Schiffermüller, 1775) — Magyarországon többfelé előfordul (Buschmann, 2004; Pastorális, 2011);
- magrágó karcsúmoly (Gymnancyla hornigi Lederer, 1852) — Magyarországon közönséges (Pastorális, 2011; Pastorális & Szeőke, 2011);

Eccopisa (Zeller, 1848)
- körtelevél-karcsúmoly (Eccopisa effractella Zeller, 1848) — Magyarországon sokfelé előfordul (Fazekas, 2001; Pastorális, 2011);

Assara (Walker, 1863)
- tobozlakó karcsúmoly (Assara terebrella Zincken, 1818) — Magyarországon közönséges (Horváth, 1997; Buschmann, 2004; Pastorális, 2011; Pastorális & Szeőke, 2011);

Euzophera (Zeller, 1867
- kőrislakó karcsúmoly (Euzophera pinguis Haworth, 1811) — Magyarországon közönséges (Horváth, 1997; Fazekas, 2001; Buschmann, 2004; Pastorális, 2011; Pastorális & Szeőke, 2011);
- kétcsíkos karcsúmoly (Euzophera bigella Zeller, 1848) — Magyarországon közönséges (Fazekas, 2001; Buschmann, 2004; Pastorális, 2011; Pastorális & Szeőke, 2011);
- ürömfúró karcsúmoly (Euzophera cinerosella Zeller, 1839) — Magyarországon közönséges (Horváth, 1997; Fazekas, 2001; Pastorális, 2011; Pastorális & Szeőke, 2011);
- kormostövű karcsúmoly (Euzophera fuliginosella Heinemann, 1865) — Magyarországon közönséges (Fazekas, 2001; Buschmann, 2004; Pastorális, 2011; Pastorális & Szeőke, 2011);

Euzopherodes (Hampson, 1899)
- magyar karcsúmoly (Euzopherodes charlottae Rebel, 1914) — Magyarországon közönséges (Fazekas, 2001; Buschmann, 2004; Pastorális, 2011; Pastorális & Szeőke, 2011);
- apró gyümölcsmoly (Euzopherodes vapidella Mann, 1857) — Magyarországon szórványos (Pastorális, 2011);

Nyctegretis (Zeller, 1848)
- achátszínű karcsúmoly (Nyctegretis lineana, N. achatinella Scopoli, 1786) — Magyarországon közönséges (Fazekas, 2001; Buschmann, 2004; Pastorális, 2011; Pastorális & Szeőke, 2011);
- háromszöges karcsúmoly (Nyctegretis triangulella Ragonot, 1901) — Magyarországon közönséges (Fazekas, 2001; Buschmann, 2004; Pastorális, 2011; Pastorális & Szeőke, 2011);

Ancylosis (Zeller, 1839)
- fahéjszínű karcsúmoly (Ancylosis cinnamomella Duponchel, 1836) — Magyarországon közönséges (Fazekas, 2001; Buschmann, 2004; Pastorális, 2011; Pastorális & Szeőke, 2011);
- sztyeppmoly (Ancylosis sareptella Herrich-Schäffer, 1861) — Magyarországon szórványos (Buschmann, 2004; Pastorális, 2011);
- dolomitlakó karcsúmoly (Ancylosis roscidella Eversmann, 1844) — Magyarországon szórványos (Pastorális, 2011);
- balkáni karcsúmoly (Ancylosis albidella Ragonot, 1888) — Magyarországon szórványos (Pastorális, 2011);
- hamuszürke karcsúmoly (Ancylosis oblitella Zeller, 1848) — Magyarországon közönséges (Fazekas, 2001; Buschmann, 2004; Pastorális, 2011; Pastorális & Szeőke, 2011);
- sivatagi karcsúmoly (Ancylosis deserticola, A. eremita Staudinger, 1870) — Magyarországon szórványos (Pastorális, 2011);

Homoeosoma (Curtis, 1833)
- agyagsárga karcsúmoly (Homoeosoma sinuella Fabricius, 1794) — Magyarországon közönséges (Fazekas, 2001; Buschmann, 2004; Pastorális, 2011; Pastorális & Szeőke, 2011);
- ázsiai karcsúmoly (Homoeosoma inustella Ragonot, 1884) — Magyarországon többfelé előfordul (Buschmann, 2004; Pastorális, 2011; Pastorális & Szeőke, 2011);
- napraforgómoly (Homoeosoma nebulella, H. nebulellum Denis & Schiffermüller, 1775) — Magyarországon közönséges (Fazekas, 2001; Buschmann, 2004; Mészáros, 2005; Pastorális, 2011; Pastorális & Szeőke, 2011);
- apró karcsúmoly (Homoeosoma nimbella, H. subalbatella, H. nimbellum Duponchel, 1837) — Magyarországon közönséges (Fazekas, 2001; Buschmann, 2004; Mészáros, 2005; Pastorális, 2011; Pastorális & Szeőke, 2011);

Ectohomoeosoma (Roesler, 1965
- pannon karcsúmoly (Ectohomoeosoma kasyellum Roesler, 1965) — Magyarországon szórványos (Pastorális, 2011);

Phycitodes (Hampson, 1917)
- aggófű-karcsúmoly (Phycitodes maritima, Ph. carlinella, Ph. cretacella Tengström, 1848) — Magyarországon többfelé előfordul (Pastorális, 2011);
- bogáncslakó karcsúmoly (Phycitodes binaevella Hb., 1813) — Magyarországon közönséges (Fazekas, 2001; Buschmann, 2004; Pastorális, 2011; Pastorális & Szeőke, 2011);
- kisázsiai karcsúmoly (Phycitodes lacteella Rothschild, 1915) — Magyarországon többfelé előfordul (Pastorális, 2011);
- mediterrán karcsúmoly (Phycitodes inquinatella Ragonot, 1887) — Magyarországon többfelé előfordul (Pastorális, 2011);
- délvidéki karcsúmoly (Phycitodes saxicola P.J. Vaughan, 1870) — Magyarországon szórványos (Pastorális, 2011; Pastorális & Szeőke, 2011);
- csenevész karcsúmoly (Phycitodes albatella Ragonot, 1887) — Magyarországon sokfelé előfordul (Pastorális, 2011; Pastorális & Szeőke, 2011);
  - Phycitodes albatella pseudonimbella — Buschmann, 2004;

Vitula (Ragonot, 1887)
- fenyővirág-karcsúmoly (Vitula biviella Zeller, 1848) — Magyarországon sokfelé előfordul (Buschmann, 2004; Pastorális, 2011; Pastorális & Szeőke, 2011);

Plodia Guenée, 1845)
- aszalványmoly (Plodia interpunctella Hb., 1813) — Magyarországon közönséges (Fazekas, 2001; Buschmann, 2004; Mészáros, 2005; Pastorális, 2011; Pastorális & Szeőke, 2011);

Ephestia (Guenée, 1845)
- lisztmoly (Ephestia kuehniella Zeller, 1879) — Magyarországon sokfelé előfordul (Mészáros, 2005; Pastorális, 2011; Pastorális & Szeőke, 2011);
- levantei karcsúmoly (Ephestia welseriella Zeller, 1848) — Magyarországon többfelé előfordul (Pastorális, 2011; Pastorális & Szeőke, 2011);
- készletmoly (Ephestia elutella Hb., 1796) — Magyarországon közönséges (Fazekas, 2001; Buschmann, 2004; Mészáros, 2005; Pastorális, 2011; Pastorális & Szeőke, 2011);
- Ephestia unicolorella (Staudinger, 1881) 
  - szőlőrágó karcsúmoly (Ephestia unicolorella ssp. woodiella, E. parasitella  Richards et Thomson, 1932) — Magyarországon többfelé előfordul (Buschmann, 2004; Pastorális, 2011; Pastorális & Szeőke, 2011);

Cadra (Walker, 1864)
- trópusi gyümölcsmoly (Cadra furcatella, C. afflatella Herrich-Schäffer, 1849) — Magyarországon közönséges (Buschmann, 2004; Pastorális, 2011; Pastorális & Szeőke, 2011);
- kis gyümölcsmoly (Cadra figulilella Gregson, 1871) — Magyarországon szórványos (Pastorális, 2011);
- déligyümölcs-karcsúmoly (Cadra cautella Walker, 1863) — Magyarországon szórványos (Buschmann, 2004; Pastorális, 2011);

Rhodophaea (Guenée, 1845)
- ékes karcsúmoly (Rhodophaea formosa, Pempelia formosa Haworth, 1811) — Magyarországon sokfelé előfordul (Fazekas, 2001; Buschmann, 2004; Pastorális, 2011; Pastorális & Szeőke, 2011);

Anerastia (Hb., 1825)
- gabonarágó karcsúmoly (Anerastia lotella Hb., 1813) — Magyarországon közönséges (Fazekas, 2001; Buschmann, 2004; Pastorális, 2011; Pastorális & Szeőke, 2011);
- homokifű-karcsúmoly (Anerastia dubia Gerasimov, 1929) — Magyarországon többfelé előfordul (Buschmann, 2004; Pastorális, 2011; Pastorális & Szeőke, 2011);

Hypsotropa (Zeller, 1848)
- sztyeppréti karcsúmoly (Hypsotropa unipunctella Ragonot, 1888) — Magyarországon sokfelé előfordul (Buschmann, 2004; Pastorális, 2011; Pastorális & Szeőke, 2011);

Ematheudes (Zeller, 1867)
- kúpos fejű karcsúmoly (Ematheudes punctella Treitschke, 1833) — Magyarországon közönséges (Fazekas, 2001; Buschmann, 2004; Pastorális, 2011; Pastorális & Szeőke, 2011);